# Агуеро (Уеска)
Агуеро (ісп. Agüero) — муніципалітет в Іспанії, у складі автономної спільноти Арагон, у провінції Уеска. Населення — 166 осіб (2009).
Муніципалітет розташований на відстані близько 320 км на північний схід від Мадрида, 39 км на північний захід від Уески.
На території муніципалітету розташовані такі населені пункти: (дані про населення за 2009 рік)
- Агуеро: 162 особи
- Санфелісес: 2 особи

## Демографія
Динаміка населення (INE ):

## Галерея зображень

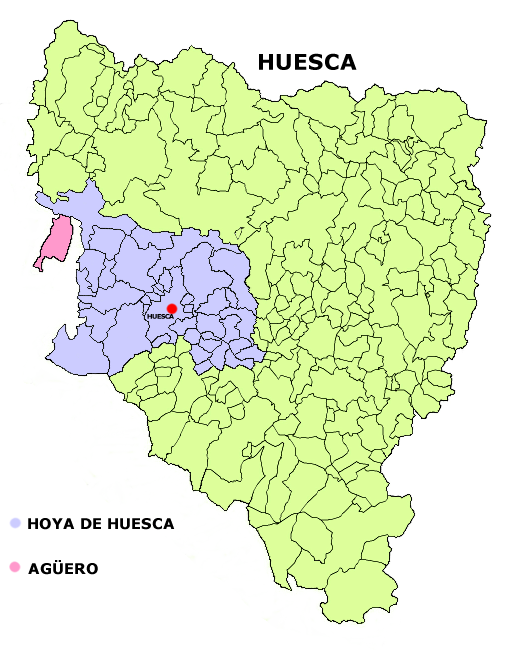
Розташування муніципалітету